# جولی زتلین
جولی زتلین (به انگلیسی: Julie Zetlin) ژیمناست زادهٔ ۳۰ ژوئن ۱۹۹۰ میلادی اهل کشور ایالات متحده آمریکا است.